# Arbeiten unter Spannung
Arbeiten unter Spannung (AuS) sind Tätigkeiten, bei denen Personen mit Körperteilen, Werkzeugen, Ausrüstungen oder Vorrichtungen bewusst in die Gefahrenzone eindringen oder blanke, unter Spannung stehende Teile berühren.
Das Arbeiten unter Spannung erfordert besondere technische und organisatorische Maßnahmen. Dabei handelt es sich um Mitarbeiter mit einer Spezialausbildung (in Deutschland AuS-geschulte Elektrofachkräfte, in der Schweiz speziell dafür ausgebildete Elektromonteure) und die Anwendung besonderer Arbeitsverfahren.
Bei folgenden Tätigkeiten sind besondere technische und organisatorische Maßnahmen in der Regel nicht erforderlich:
- Arbeiten an Anlagen, wenn
  - sowohl die Spannung zwischen den aktiven Teilen als auch die Spannung zwischen aktiven Teilen und Erde nicht höher als 50 V Wechselspannung oder 120 V Gleichspannung ist (SELV oder PELV) oder
  - der Kurzschlussstrom an der Arbeitsstelle höchstens 3 mA Wechselstrom (Effektivwert) oder 12 mA Gleichstrom beträgt oder
  - die Energie nicht mehr als 350 mJ beträgt oder
  - die Stromkreise nach DIN EN 60079-14 (VDE 0165-1) eigensicher errichtet sind.
- Heranführen von Spannungsprüfern und Phasenvergleichern,
- Abklopfen von Raureif mit isolierenden Stangen,
- Anspritzen unter Spannung stehender Teile bei der Brandbekämpfung,
- Abspritzen von Isolatoren in Freiluftanlagen,
- Heranführen von Prüf-, Mess- und Justiereinrichtungen bei Nennspannungen bis 1000 V,
- Herausnehmen oder Einsetzen von nicht gegen direktes Berühren geschützten Sicherungseinsätzen, – Arbeiten in Prüfanlagen, – Prüfarbeiten bei der Fehlereingrenzung in Hilfsstromkreisen,
- Funktionsprüfungen an Geräten und Schaltungen, Inbetriebnahme und Erprobung,
- Arbeiten an unter Spannung stehenden Fahrleitungen bis AC 1000 V / DC 1500 V, wenn die Arbeiten nach DIN VDE 105-103 (VDE 0105-3) „Zusatzfestlegungen für Bahnen“ durchgeführt werden,
- Arbeiten zum Abdecken entsprechend der fünften Sicherheitsregel, soweit nicht Gefährdungen wie bei Arbeiten unter Spannung vorliegen, für die technische und organisatorische Maßnahmen notwendig sind.[1]

## Übersicht
Ein Vorteil der Arbeit unter Spannung ist die Vermeidung von Betriebsunterbrechungen sowie das Vermeiden des Aufwandes einer Freischaltung.
Es gibt 3 Kategorien bzw. Fälle von Arbeiten unter Spannung:
1. Arbeiten in der Nähe unter Spannung stehender Betriebsmittel. Hierbei werden die Abstände, die zu einem Stromfluss führen könnten, nicht unterschritten, es handelt sich jedoch um Bereiche, die aus Sicherheitsgründen normalerweise nicht betreten werden können bzw. wo sich niemand aufhalten darf. Der Ausführende hat sicherzustellen, dass er nie zu nahe an ein stromführendes Betriebsmittel gerät.
2. Arbeiten an unter Spannung stehenden Betriebsmitteln, indem direkt an diesen Betriebsmitteln Arbeiten vorgenommen werden. Der Ausführende ist nicht mit dem Betriebsmittel elektrisch verbunden und muss stets Sorge tragen, dass dies durch Isolation vermieden wird.
3. Arbeiten unter Spannung auf gleichem Potential. Der Ausführende befindet sich auf dem gleichen elektrischen Potential wie das Betriebsmittel, steht also gegenüber Erde und anderen Leitern unter Spannung. Er muss vermeiden, dass er Erdkontakt oder Kontakt mit leitfähigen Teilen anderen Potentials hat.

Arbeit unter Spannung im Hoch- und Höchstspannungsbereich kann ausschließlich auf gleichem Potential, d. h. mit isolierenden Plattformen oder Hubschraubern bei vorausgehender Potentialangleichung erfolgen. Hierzu tragen die Ausführenden leitfähige Anzüge und sind immer mit den hochspannungsführenden Teilen verbunden. Ursache sind die kapazitiven Ströme sowie die Funken des Ladungsausgleichs bei erster Annäherung.
Reinigungsarbeiten an unter Spannung stehenden Teilen können auch mit speziellen isolierenden Reinigungsgeräten wie Bürsten auf Isolierstangen oder Industriestaubsaugern mit Plastikschläuchen ausgeführt werden.

## Sicherheitsvorkehrungen
Arbeiten an Niederspannung (bis 1 kV) können mit isolierendem Werkzeug ausgeführt werden, ohne dass der Ausführende ein definiertes Potential hat. Störlichtbögen aufgrund unbeabsichtigter oder beabsichtigter Schalthandlungen können zu schweren Haut- und Gesichtsverletzungen führen.
Je nach Arbeiten ist eine spezielle Schutzausrüstung, bestehend aus isolierender Bekleidung (Handschuhe, Schuhe) oder auch Gesichtsschutz (Visier) notwendig. Arbeiten zum Beispiel an Fahrleitungen werden oft von isolierenden Plattformen aus erledigt. Damit wird erreicht, dass bei Berühren spannungsführender Teile keine Körperdurchströmung zur Erde stattfindet. Allerdings können im Handbereich befindliche geerdete Konstruktionsteile (Masten, Ausleger, Abspannseile) dennoch eine Gefahr darstellen. Sie werden daher gegebenenfalls abgedeckt.
Bei Hoch- und Höchstspannung ist kein Arbeiten mit isolierenden Werkzeugen möglich. Das Arbeiten auf Potential bei Höchstspannung ist nur dann möglich, wenn eine Feldsteuerung stattfindet, sodass der Körper vor Vorentladungen, Koronaentladungen und Ladungsausgleichs-Ereignissen geschützt ist. Hierzu dienen spezielle leitfähige Ganzkörperanzüge mit eingebrachten metallischen Fasern. Diese leiten Ströme zufolge der kapazitiven Ableitung gegenüber der Umgebung bzw. zufolge der. Vor dem Kontakt der Leiterseile von Hubschraubern bzw. von der isolierenden Plattform aus ist trotz Isolierung ein Potentialausgleich nötig, um einen Ladungsausgleich zu erreichen.

## Beispiele

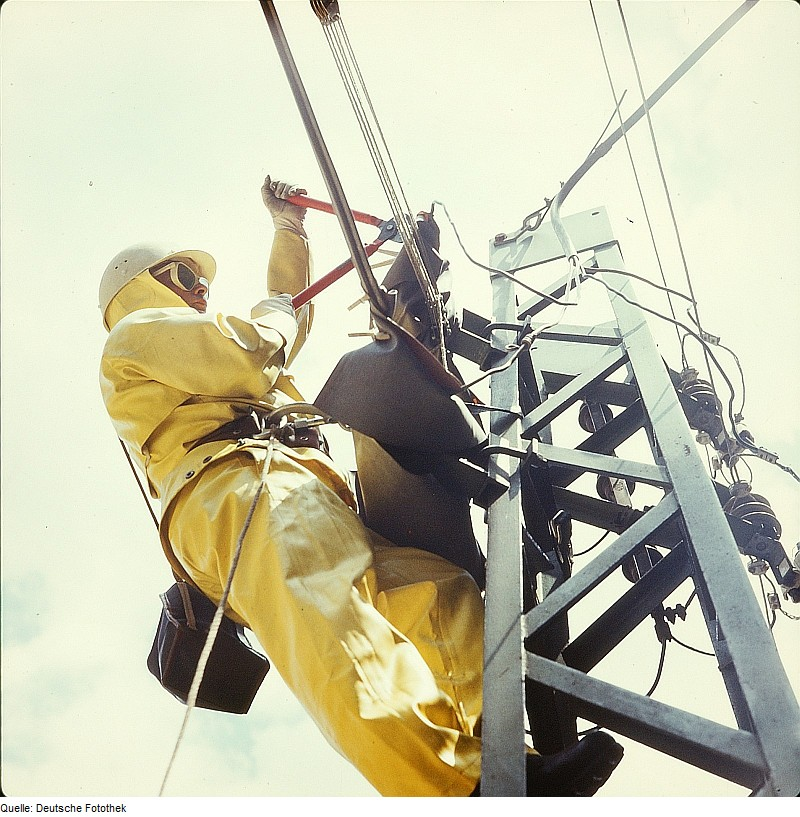
Montagearbeiten auf einem Mast (Niederspannung)

Bei Niederspannung sind folgende Arbeiten unter Spannung üblich:
- Tauschen von NH-Sicherungen
- Montage vom Hausanschlüssen
- Einbau von Abzweigmuffen in Erdkabel

An Nieder- und Mittelspannungsnetzen finden beispielsweise folgende Arbeiten unter Spannung statt:
- Vorbereiten von Reinigungs- und Umbauarbeiten in der Nähe unter Spannung stehender Anlagenteile (Abdecken, Abschranken)
- Warten und Reinigen von Trafostationen, luftisolierten Mittelspannungs-Schaltanlagen
- Nachfüllen von Nasskabelendverschlüssen
- Prüfung der Abschaltauslösung von HH-Sicherungen und Buchholz-Relais mittels einer mobilen Überbrückungseinheit (MÜE)

Im Bereich der Höchstspannung erfolgen Arbeiten unter Spannung nur in Ausnahmefällen und beschränken sich meist auf Länder wie die USA, wo aufgrund fehlender Reserveleitungen keine wartungsmäßige Abschaltung der Anlage möglich ist:
- Austausch von Abstandshaltern von Bündelleitern in Freileitungen, wobei Monteure von Hubschraubern abgeseilt werden oder mittels isolierender Seile und Vorrichtungen am Mast auf die Leiterseile angehoben werden.
- Einbau von Leitungsabzweigen in Freileitungen von isolierten Plattformen aus

## Regeln in der Schweiz
Nur Elektromonteure mit eidgenössischem Fähigkeitszeugnis oder Personen mit einer gleichwertigen Ausbildung dürfen Arbeiten an Installationen, die unter Spannung stehen, durchführen. Sie müssen für solche Arbeiten entsprechend den neuesten Erkenntnissen speziell ausgebildet und ausgerüstet sein. Es sind immer zwei Personen einzusetzen, wobei einer von diesen als verantwortlich zu bestimmen ist. (SR 734.27Art. 22, Abs. 2–3)